# Playing with Dolls: Bloodlust
Playing with Dolls: Bloodlust là một bộ phim American Slasher năm 2016 do Rene Perez viết kịch bản và đạo diễn. Phim có sự tham gia của Richard Tyson, Karin Brauns, Ian Dalziel, Elonda Seawood, Colin Bryant và Marilyn Robrahn.